# Cocalodes thoracicus
Cocalodes thoracicus là một loài nhện trong họ Salticidae.
Loài này thuộc chi Cocalodes. Cocalodes thoracicus được Szombathy miêu tả năm 1915.